# Georgi Lvov

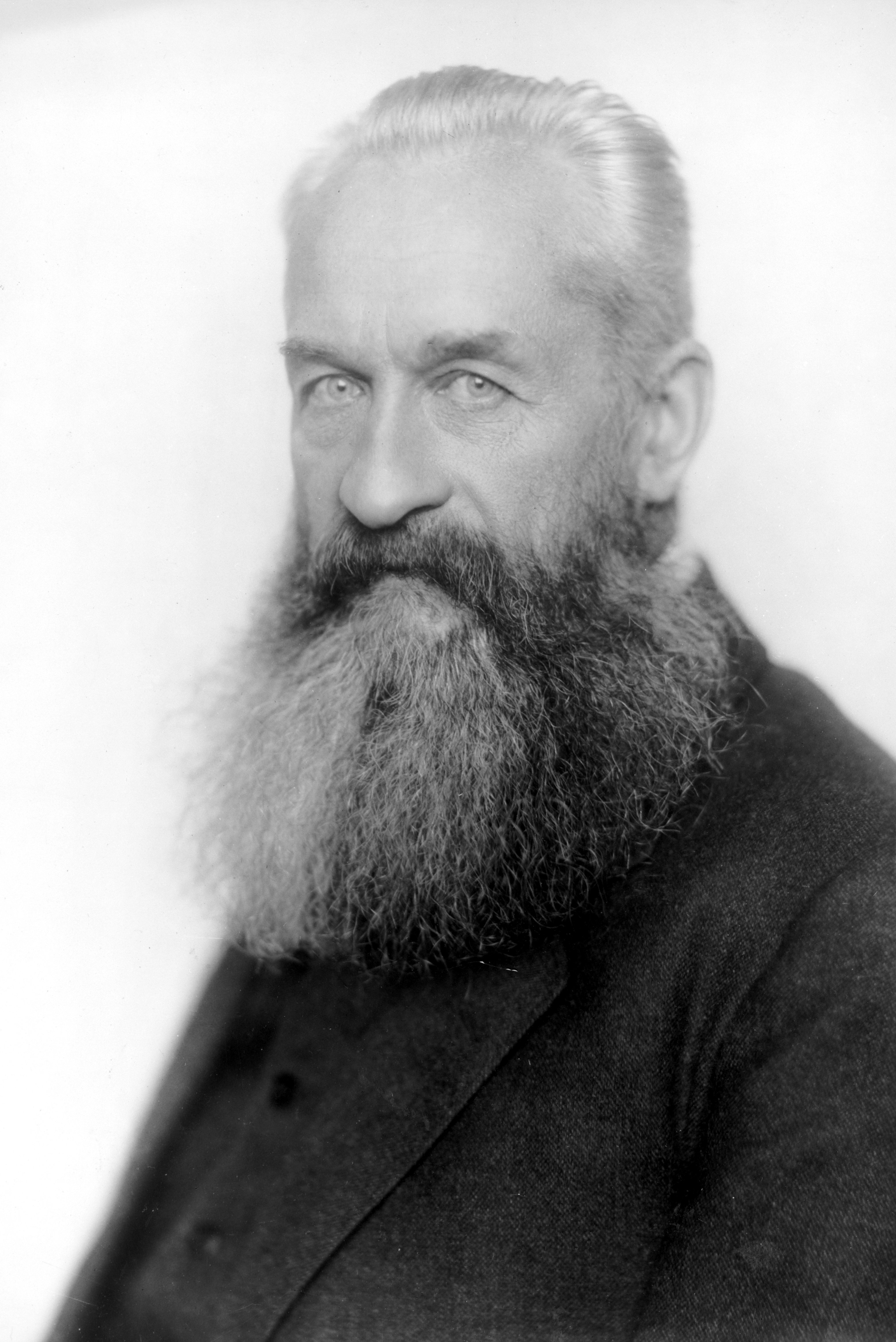
Prins Georgi Lvov

Georgi Jevgenjevitsj Lvov (Russisch: Георгий Евгеньевич Львов) (Dresden, 21 oktober 1861 - Parijs, 8 maart 1925) was een Russische prins en liberaal politicus.

## Biografie
Lvov werd geboren als nazaat van de vorstendynastie der Ruriken. Hij studeerde rechten in Moskou, trad daarna in staatsdienst en rolde al snel in de politiek. In 1905 werd hij lid voor de Cadettenpartij (Constitutioneel-Democratische Partij) in de Doema gekozen. Tijdens de Eerste Wereldoorlog was hij voorzitter van de Al-Russische Unie van Zemstvo's en van de Zemgor (Unie van Steden van Zemstvo's).
Na de burgerlijke Februarirevolutie (Russische Revolutie) van 1917 werd hij minister-president en minister van binnenlandse zaken van de Voorlopige Regering. Hij vormde ook een tweede kabinet. Lvov was een overtuigd democraat: hij meende dat alle problemen van Rusland via parlementaire weg konden worden opgelost. Dit bleek in het revolutiejaar een illusie. Na de julicrisis van 1917 trad hij af en werd Aleksandr Kerenski premier. Eind 1918 werd hij door de bolsjewieken gevangengenomen, maar hij wist te ontsnappen, eerst naar de Verenigde Staten, waar hij zich inspande om fondsen te werven voor de Witten; later vestigde hij zich in Parijs en was hij een prominente verschijning in immigrantenkringen.